# Espressomachine

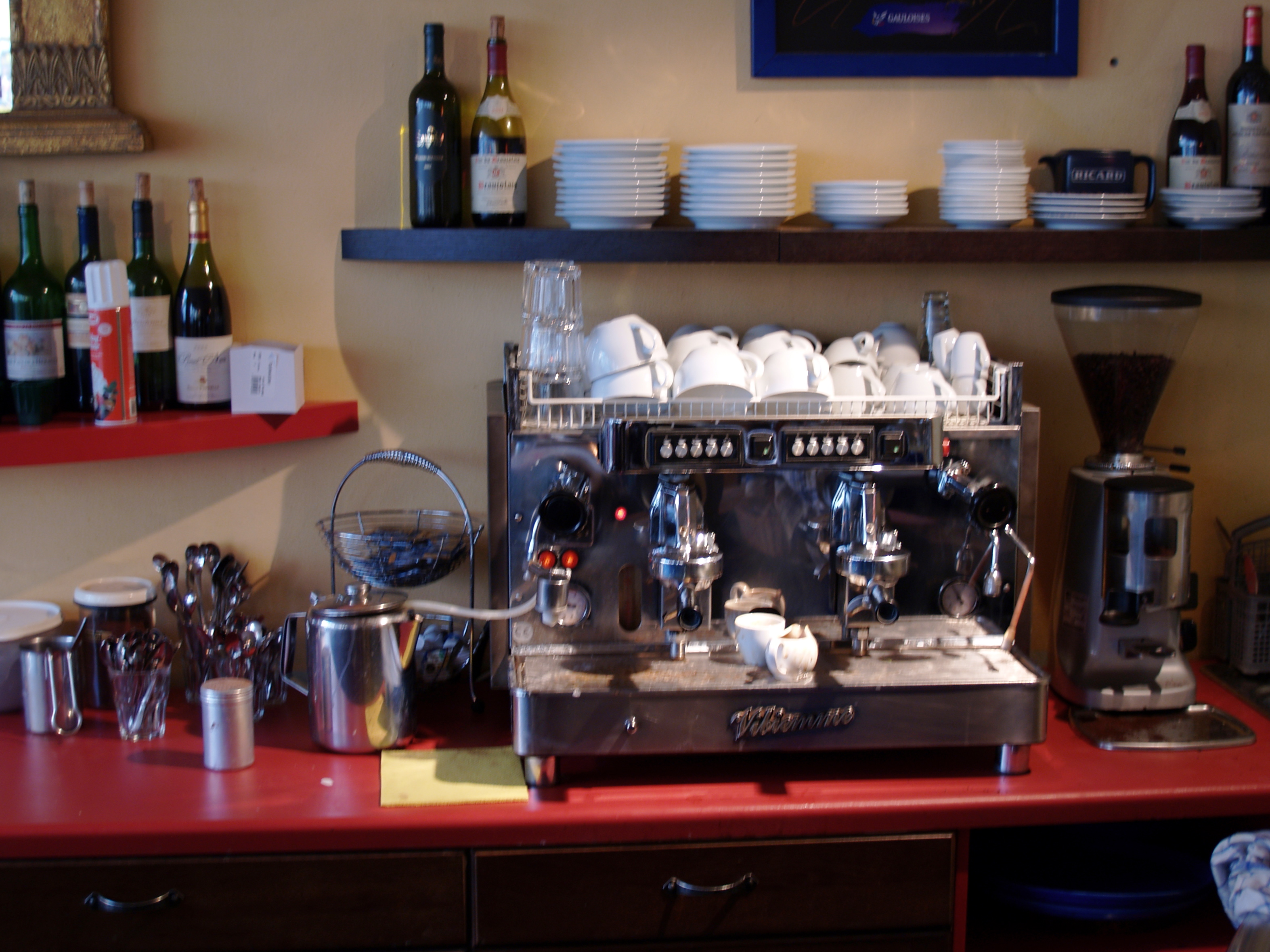
Een horeca espressomachine

Een espressomachine is een koffiezetapparaat waarmee espresso en andere op espresso gebaseerde koffie kan worden bereid. 
In een espressomachine wordt water tot ten minste 90°C verwarmd en bij een druk van ongeveer 900 kPa (9 bar) door 7-10 gram fijn gemalen koffiebonen geperst. Door dit proces wordt de smaak en geur maximaal uit de koffie onttrokken. 
Daarnaast hebben de meeste espressomachines ook de mogelijkheid om stoom te maken via een stoompijpje. Daarmee kan melk worden opgeschuimd voor de bereiding van cappuccino en latte macchiato. Ook kan met dit stoompijpje chocolademelk worden opgewarmd om warme chocolade te maken. Espressomachines treft men aan in horecagelegenheden zoals cafés, koffiebars en eetcafés. Hier worden in de regel grote espressomachines gebruikt, waarmee vier of meer kopjes tegelijk kunnen worden gezet.
Voor huishoudelijk gebruik bestaan eenvoudige espresso-apparaten en ook duurdere die dezelfde kwaliteit koffie bieden als de professionele machines.

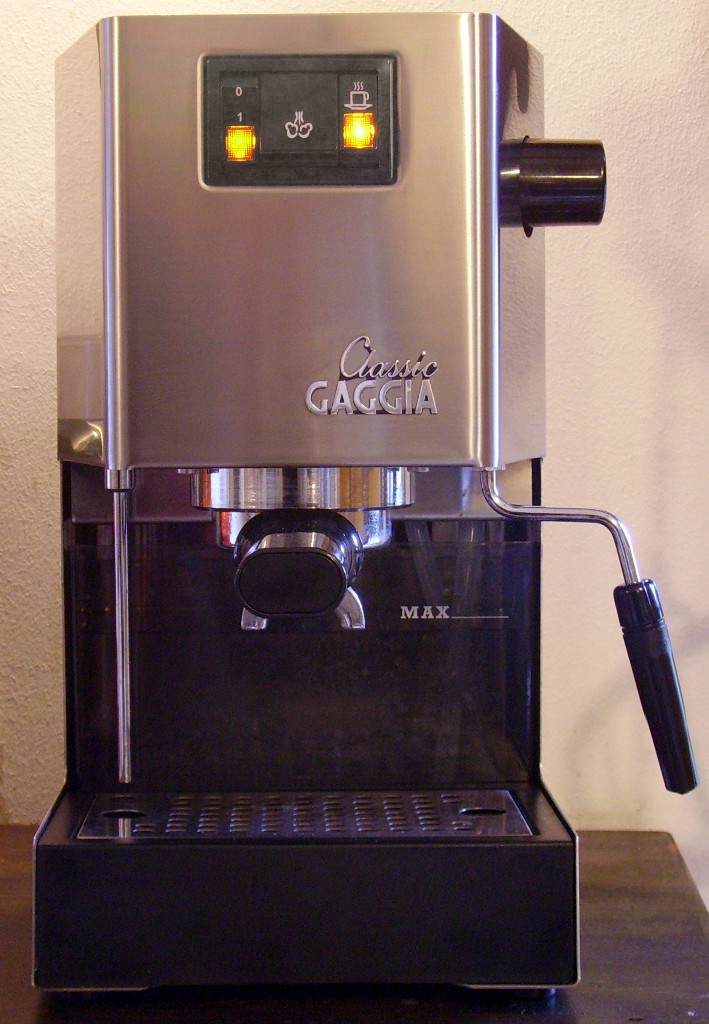
Espressomachine voor thuisgebruik

## Geschiedenis

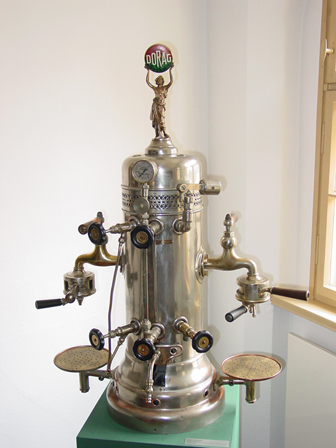
Stoomkoffiemachine ca. 1920

Door de grote vraag naar snellere bereidingen werd in 1822 door Louis Bernard Rabaut en later Edward Loysel een methode bedacht voor de productie van grote hoeveelheden koffie waarbij heet water door middel van stoomdruk door het koffiemaalsel werd gefilterd. De stoomdruk werd verkregen door het water in het kookvat op hoge temperatuur te brengen.
In 1901 patenteerde Luigi Bezzera de eerste compacte espressomachine 'Ideale' geschikt voor elke gewone drinkgelegenheid. Water én stoom werden onder 1,5 bar door de gemalen koffie gedrukt. Dit hete water had een nadeel: het verbrandde de fijngemalen koffie en gaf de koffie zo een bijzonder bittere smaak. Om dit op te heffen werd er ruim suiker aan toegevoegd. Gedurende de periode 1905 en 1935 ontstonden er meerdere espresso-fabrieken waaronder LaPavoni, Victoria Arduino, La Rancilio, La Marzocco en La Cimbali. De Bezzera-methode werd gekopieerd maar er veranderde weinig. 

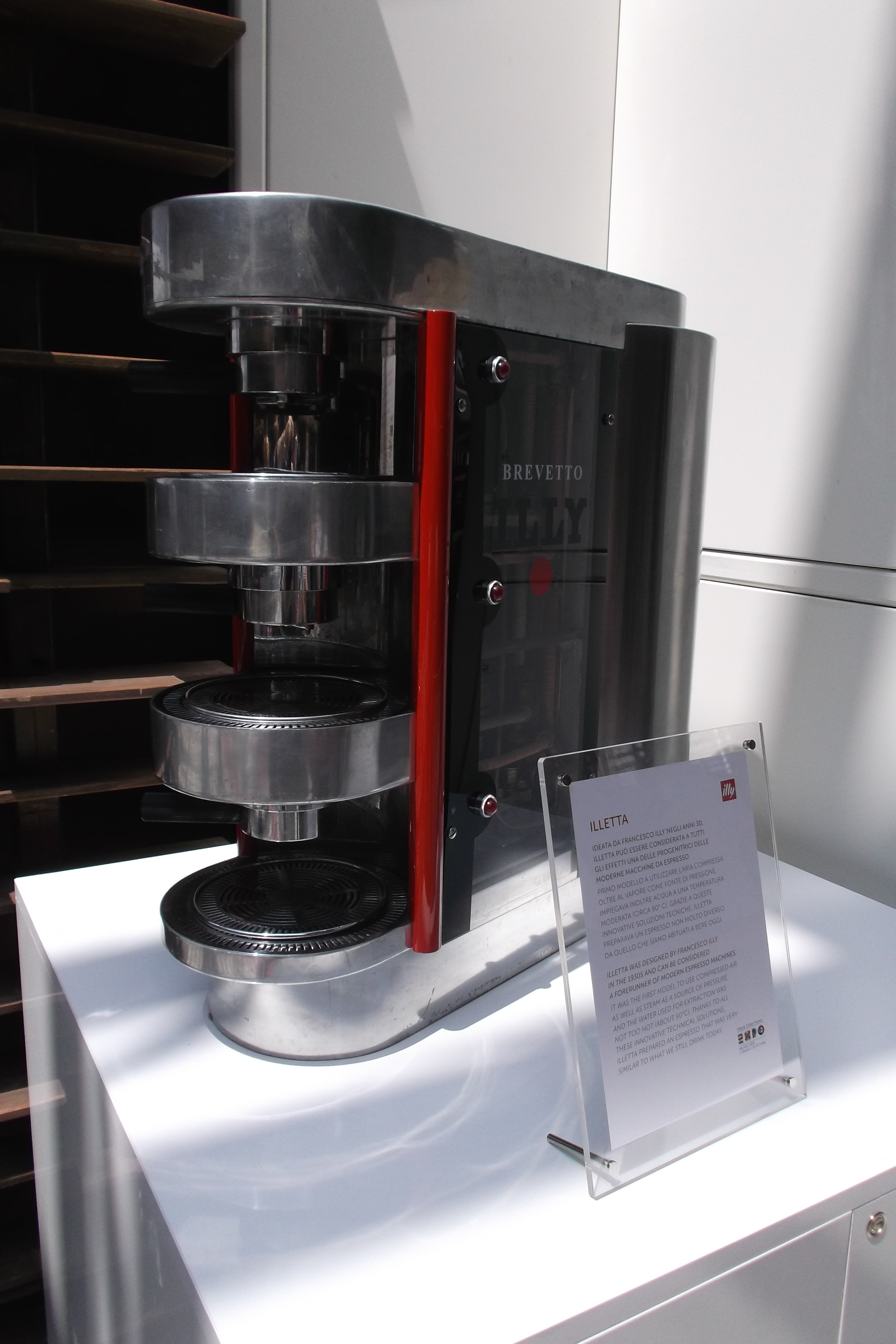
De Illetta van Franceso Illy (replica 2005)

In 1935 wist Prof. Francesco Illy het probleem van verbrandende koffie op te lossen door druk en watertemperatuur van elkaar los te koppelen. De machine die hij ontwierp noemde hij de Illetta. Het water werd nu door middel van luchtdruk door de gemalen koffie geperst in plaats van door stoom. De temperatuur kon nu onder het kookpunt worden gehouden. 
In 1938 patenteerde Achille Gaggia een systeem om water door middel van een mechanisch gespannen, handbediende veer door de koffie te persen. Door een hendel naar beneden te drukken, kon er warm water (circa 92 °C) in een cilinder gestuurd worden dat op zijn beurt weer door de koffie werd geperst door de hendel omhoog te laten komen waarbij de veer zijn werk deed. De druk die hierdoor ontstond liep nu op tot zo'n 9 bar. Hoewel dit systeem nog bestaat, is de veer met hendel vervangen door een elektrische pomp en levert deze gemiddeld zo'n 14 tot 16 bar. 
De beste werkdruk is 9 à 10 bar. Dit type pomp werd voor het eerst toegepast in 1950 en is ontwikkeld door Ernesto Valente. In de jaren zestig ging Valente verder met het ontwikkelen van de espressomachine en kwam met de E-61 zetgroep op de markt. Valente, destijds directeur van Faema heeft hierdoor bekendheid verworven. Faema ging onder leiding van Valente begin jaren 70 failliet en hij richtte in 1976 Vibiemme op (V = van Valente). De naam Faema was niet stuk te krijgen en kreeg een herstart. Verschillende oude bedrijven zijn opgegaan in de sterkere firma's en zien ondanks de nieuwe eigenaren hun naam prijken op designmachines. De ontwikkeling in de espressowereld blijft voortduren.